# Armée anti-japonaise populaire du Cháhāěr
L'armée anti-japonaise populaire du Cháhāěr est composée principalement d'anciennes unités de l'ancienne armée du Nord-Ouest de la Mandchourie de Feng Yuxiang, des troupes de l'« armée pour résister au Japon et sauver la Chine » de Fang Zhenwu, des restes des troupes de la province de Jehol, des armées de volontaires anti-japonaises, et des forces locales des provinces de Cháhāěr et de Suiyuan. Le collaborateur pro-japonais, Liu Guitang, rejoignit même cette armée, tout comme l'avait fait l'ancien bandit Wang Ying.